# باتشاماما
باشاما، هي إلهة الأرض حسب معتقدات الإنكا وهي زوجة إنتي (الشمس) ويقدسها المزارعون كثيرا حتى تباركهم وتمنحهم حصادا جيداً، فكان الناس يبجلونها كثيرا ويقدمون لها القرابين، والأضحية من اللاما وغيره من الحيوانات ويعتقدون أنها تتحول إلى تنين وتحدث الزلازل إذ غضبت.

## روابط خارجية
- باتشاماما على موقع الموسوعة البريطانية (الإنجليزية)